# キリコ (漫画)
『キリコ』は、木葉功一による日本の漫画作品。『モーニング』（講談社）にて連載された。

## あらすじ
型破りな刑事、遊佐朗。彼の目の前で実の兄は殺され、本能的に犯人を追う。捕まえたのは少女キリコだったが、彼女のチームの働きで取り逃がす。彼はさらに彼女を追うが、次第に闇の世界に取り込まれていく。

## 主要人物
遊佐朗（ゆさ あきら）
主人公。初期は刑事だったが榊キリコの件で辞職。その後は独力でキリコを追う。
榊キリコ（さかき）
ヒロイン。暗殺者で、朗の兄を殺した張本人。